# A (album Jethro Tull)
A – trzynasty album studyjny brytyjskiej grupy Jethro Tull, wydany 29 sierpnia 1980 w Wielkiej Brytanii oraz 1 września 1980 w Stanach Zjednoczonych. Album był nagrywany latem 1980 w Maison Rouge Mobile oraz Maison Rouge Studios w Fulham. Na płycie gościnnie wystąpił Eddie Jobson, grając na klawiszach oraz elektrycznej wiolonczeli. Album został wyprodukowany przez Iana Andersona i Robina Blacka.
Początkowo A miał być solowym projektem frontmana zespołu, Iana Andersona, jednak wytwórnia Chrysalis Records nalegała, by album został wydany pod szyldem Jethro Tull, gdyż marka ta mogła podnieść ogólną sprzedaż. Stąd też nazwa albumu – "A" od "Anderson" – jak i oznaczenie taśm. Jest to album bazujący na dźwiękach syntezatorów, co było posunięciem kontrowersyjnym dla wielu fanów tradycyjnego brzmienia zespołu. Jednak wciąż obecne są wpływy folkowe w utworze "The Pine Marten's Jig".
Album ma drastycznie odmienne brzmienie od poprzedniej płyty Stormwatch. Poprzedni klawiszowiec John Evan oraz organista David Palmer zostali de facto wyrzuceni z zespołu, a poprzedni basista John Glascock zmarł krótko po nagraniu albumu Stormwatch, co z kolei spowodowało odejście perkusisty Barriemore’a Barlowa, który zmagał się z depresją. Jedynymi członkami Jethro Tull, którzy brali udział w nagraniach zarówno Stormwatch, jak i A byli Ian Anderson oraz gitarzysta Martin Barre. Po raz pierwszy w nagraniach wziął udział basita Dave Pegg, który brał udział w trasie koncertowej promującej poprzedni album.
Ian Anderson w wywiadach twierdził, że chciał poprowadzić zespół w kierunku odmiennym od folk rockowego i progresywnego brzmienia znanego z lat '70. Barriemore Barlow nie miał ochoty podążyć w kierunku muzyki elektronicznej, a w późniejszych wypowiedziach stwierdził, że i tak odszedłby z zespołu. Jednak biograf zespołu David Rees twierdzi w książce Minstrel in the Gallery, że Anderson nie zamierzał wymieniać składu zespołu na muzyków, którzy brali udział w nagraniach A, jednak został do tego zmuszony przez wydawcę, który zażądał wydania płyty pod szyldem Jethro Tull. Twierdzenie to zostało powtórzone przez Andersona w posłowiu do powtórnie wydanego albumu w roku 2003.

## Lista utworów
Wszystkie utwory zostały skomponowane i napisane przez Iana Andersona.
Strona A
| 1. | "Crossfire"                 | 3:55  |
|    |                             |       |
| 2. | "Fylingdale Flyer"          | 4:35  |
|    |                             |       |
| 3. | "Working John, Working Joe" | 5:04  |
|    |                             |       |
| 4. | "Black Sunday"              | 6:35  |
|    |                             |       |
|    |                             | 20:09 |
|    |                             |       |
Strona B
| 1. | "Protect and Survive"                          | 3:36  |
|    |                                                |       |
| 2. | "Batteries Not Included"                       | 3:52  |
|    |                                                |       |
| 3. | "Uniform"                                      | 3:34  |
|    |                                                |       |
| 4. | "4.W.D. (Low Ratio)"                           | 3:42  |
|    |                                                |       |
| 5. | "The Pine Marten's Jig" (utwór instrumentalny) | 3:28  |
|    |                                                |       |
| 6. | "And Further On"                               | 4:21  |
|    |                                                |       |
|    |                                                | 22:33 |
|    |                                                |       |
Dwupłytowa wersja zremasterowana w 2004 roku zawiera koncert Slipstream jako bonusowe DVD. Było to jedyne oficjalne wydanie tego koncertu na DVD.

## Wprowadzenia
W 1980 Anderson napisał słowa wprowadzające do każdego utworu:
- W przypadku piosenki Crossfire miałem pewien koncept tekstu. Pewnego dnia podczas próbnego grania utworu do sali wpadła moja żona Shona i powiedziała, że irańska ambasada w Londynie została oblężona. Wszyscy przerwaliśmy grę i ruszyliśmy obejrzeć to w telewizji. Następnego ranka, zanim wszyscy się zgromadzili na próbę, miałem gotowe słowa. Więc o ile miałem wstępną ideę utworu, wydarzenie z wiadomości wypełniło brakujące słowa.
- Z Fylingdale Flyer było podobnie. Był to czas, gdy Amerykanie przeżywali nerwowy czas, gdyż system wczesnego ostrzegania wysłał informację, że Rosjanie sprowokowali atak. W utworze prezentowana jest perspektywa tych chłopaków ze Stacji Wczesnego Ostrzegania Fylingdale w Yorkshire. Sądzą, że nad Atlantykiem leci rakieta i że jest już w połowie drogi do Ameryki, wciąż jest jeszcze czas na sprawdzenie, czy to poważne zagrożenie, czy nie i że to "czas na ostatnią grę w kulki", jak stwierdził sir Francis Drake w 1588, gdy dowiedział się, że hiszpańską Armadę dostrzeżono u wybrzeży Plymouth.
- Working John, Working Joe to piosenka napisana dwa czy trzy lata temu, kiedy Unioniści ostro krytykowali klasę średnią. Jest to lekko żartobliwa piosenka o facecie, który należy do białych kołnierzyków, jest dyrektorem firmy i pracuje tak samo ciężko, jak facet z działu sprzedaży. Może jechać do pracy, lecz tak samo utknie w korku, a ceną za wyższe zarobki są wrzody i chore serce.
- Napisałem Black Sunday zanim wyruszyłem w trasę, przez co taki oddźwięk. Próbowałem opisać odczucia, co ktoś odczuwa, kiedy wychodzi do pracy i zawsze zastanawia się, czy wróci, czy zastanie wszystko w należytym porządku. Jest to zestaw obrazów, które zawsze widzę, kiedy podróżuję.
- Tytuł Protect and Survive pochodzi z broszury wydanej przez rząd pod tym samym tytułem, informującej co robić w przypadku ataku nuklearnego. Jest to lekko prześmiewczy utwór piętnujący rząd za nieudzielanie nam dostatecznej informacji i traktowanie w sposób przedmiotowy. Może uczucia opisane w piosence nie pochodzą ode mnie, lecz jest to sposób, w jaki by się czuła przeciętna osoba czytająca broszurę, szczególnie po ataku nuklearnym.
- Batteries Not Included jest w rzeczywistości lekko makabrycznym utworem. Dziecko budzi się w bożonarodzeniowy ranek i odkrywa pod łóżkiem wspaniałą mechaniczną zabawkę, która jednak nie działa z powodu braku baterii, których nie dołączono do zestawu. Szybko uświadamia sobie żałość życia i przez ten fakt identyfikuje się z zabawką tak silnie, że gdy rodzice się budzą, odnajdują dzieciaka upodobnionego do zabawki i również wyłączonego. W tym utworze mój syn Jamie po raz pierwszy brał udział w nagraniach.
- Piosenka Uniform jest kolejnym żartobliwym komentarzem, że wszyscy jesteśmy odpowiednio ubrani i odgrywamy w społeczeństwie rolę zgodną z naszym ubiorem. Nie ma zbyt wielu ludzi, którzy starają się wyrażać siebie poprzez indywidualny sposób ubierania: większość stara się współgrać z różnymi grupami i żyje w uniformach tak jak żołnierze czy policjanci.
- 4.W.D. (Low Ratio) mówi o samochodach z napędem na cztery koła. Sądziłem, że fajnie napisać o tym piosenkę, a zapis tytułu jest taki, by uniknąć pomylenia z inną piosenką na ten sam temat, która jednak nie ma z naszą nic wspólnego.
- The Pine Marten's Jig to tradycyjny utwór instrumentalny, w którym jednak użyto trochę chytrych zabiegów muzycznych i nietypowego instrumentarium – mandolin i wiolonczeli – które mimo że są uznawane za raczej tradycyjne, w ostatecznym efekcie dają całkiem elektroniczne brzmienie.
- And Further On mówi o tych wieloznacznych, melancholijnych rzeczach, które mają osobiste i prywatne znaczenie dla autora, lecz przedstawione są na tyle obrazowo, że mogą w różny sposób oddziaływać na różnych słuchaczy. Podkreślam, że opisanie moich odczuć co do tekstu byłoby obrabowaniem innych z prawa do osobistej interpretacji! Sądzę, że jest to muzyczne i liryczne post scriptum dla reszty utworów w albumie.

## Muzycy
- Ian Anderson: flet poprzeczny, wokal
- Martin Barre: gitara elektryczna
- Mark Craney: perkusja
- Dave Pegg: gitara basowa
- Eddie Jobson: instrumenty klawiszowe, elektryczna wiolonczela